# Gekkan šónen Ace
Gekkan šónen Ace (japonsky 月刊少年エース, „Chalepcký měsíčník Ace“) je japonský šónen manga časopis vydávaný nakladatelstvím Kadokawa Šoten od roku 1994. Vychází v relativně malém nákladu a je zaměřen na čtenáře pohybující se mimo střední proud. Jeho obsah je do podstatné míry soustředěn na adaptace a spin-offy, podobně jako v případě jeho sesterské publikace Asuka.

## Významní umělci a série
- Kacu Aki
  - Tenkú no Escaflowne (šónen verze; šódžo verze byla serializována v časopise Gekkan Asuka Fantasy DX)
- Keiiči Arawi
  - Ničidžó
- Clamp
  - Angelic Layer
- Nišiwaki Datto
  - Fate/stay night
- Sakae Esuno
  - Hanako to gúwa no terror
  - Mirai nikki
  - Big Order
- Kamui Fudžiwara
  - Kenró densecu (námět Mamoru Ošii; dříve serializováno v časopisech Combat Comic a Amazing Comics)
- Masaru Gocubo
  - Samurai Champloo
- Rjúsuke Hamamoto
  - Petit Eva
- Júiči Hasegawa
  - Kidó senši Crossbone Gundam (námět Jošijuki Tomino)
  - Kidó senši Victory Gundam Outside Story
- Sekihiko Inui
  - Ratman
- Júdži Iwahara
  - Čikjú Misaki
  - Koudelka
- Sósuke Kaise
  - Grenadier
- Kaišaku
  - Kannazuki no miko
  - Kótecu tenši Kurumi (původně vydáváno v Gekkan Ace Next; nedokončeno)
- Mario Kaneda
  - Girls Bravo
  - Saving Life
- Karuna Kanzaki
  - Busó šódžo Machiavellism (napsal Júja Kurokami; probíhající publikace)
- Džinsei Kataoka a Kazuma Kondó
  - Eureka Seven
  - Deadman Wonderland
  - Smokin' Parade
- Ranmaru Kotone
  - Toki o kakeru šódžo
- Masami Kurumada
  - B't X
- Tomohiro Marukawa
  - Narue no sekai
- Sankiči Meguro
  - Teizokurei Daydream (napsala Saki Okuse)
- Haruhiko Mikimoto
  - Macross 7: Trash
  - Macross: The First
- Sú Minazuki
  - Judas
  - Sora no otošimono
  - Plunderer (probíhající publikace)
- Seidžúró Miz
  - Mušiuta
- Masato Nacumoto
  - Lodoss-tó senki: Eijú kišiden (námět Rjó Mizuno)
- Kendži Óiwa
  - N.H.K. ni jókoso! (námět Tacuhiko Takimoto)
- Jošijuki Sadamoto
  - Neon Genesis Evangelion (v roce 2009 přesunuto do to Young Ace)
- Kei Sanbe
  - Kamijadori
- Hadžime Segawa
  - Ga-rei
  - Tokyo ESP
- Monako Serasai
  - Kaitó tenši Twin Angel
- Tacuja Šingjódži
  - The King of Fighters '94
- Kumiko Suekane
  - Blood+
- Jukiru Sugisaki
  - Brain Powerd (námět Jošijuki Tomino)
- Šó Tadžima
  - Tadžú džinkaku tantei Psycho (napsal Eidži Ócuka, v roce 2009 přesunuto do Young Ace)
- Jošiki Takaja
  - Kjóšoku sókó Guyver (v roce 2009 přesunuto do Young Ace, poté opět přesunuto sem)
- Kicune Tennódži
  - Eden's Bowy (přesunuto z Comptiq v roce 1994)
- Jasunari Toda
  - Kidó senši Gundam Seed Astray R (napsal Tomohiro Čiba, námět Jošijuki Tomino a Hadžime Jatate)
- Tecuto Uesu
  - Šinmai maó no Testament
- Hósui Jamazaki
  - Mail
- Kagami Jošimizu
  - Lucky Star (komiksové stripy)
- Mine Jošizaki
  - Keroro gunsó (probíhající publikace)
- Kumiči Jošizuki
  - Mahó cukai ni taisecu na koto (námět Norie Jamada)
- Nacume Akacuki
  - Kemono miči (probíhající publikace)
- Imaru Adači
  - Hige o soru. Sošite džoši kósei o hirou. (probíhající publikace)
- Ikumi Hino
  - Megami-rjó no rjóbo-kun (probíhající publikace)
- Masahiro Ikeno
  - Šin no nakama džanai to júša no Party o oidasareta node, henkjó de Slow Life suru koto ni šimašita (probíhající publikace)
- Jú Šimizu
  - Seiken gakuin no makencukai (probíhající publikace)